# Jan Žižka
 (janvier 2017).
Si vous disposez d'ouvrages ou d'articles de référence ou si vous connaissez des sites web de qualité traitant du thème abordé ici, merci de compléter l'article en donnant les références utiles à sa vérifiabilité et en les liant à la section « Notes et références ».
Jan Žižka z Trocnova a Kalicha (Jean Žižka de Trocnov et Kalich), né vers 1360 au château seigneurial de Trocnov et mort le 11 octobre 1424, est le chef de guerre des hussites. Il met au point la tactique du Wagenburg qui permet à ceux-ci de tenir tête pendant dix-huit ans (1419-1436) aux armées impériales.
Žižka est considéré comme l'un des chefs militaires les plus renommés par de nombreux historiens et il est aujourd'hui largement considéré comme un héros national tchèque.

## Biographie

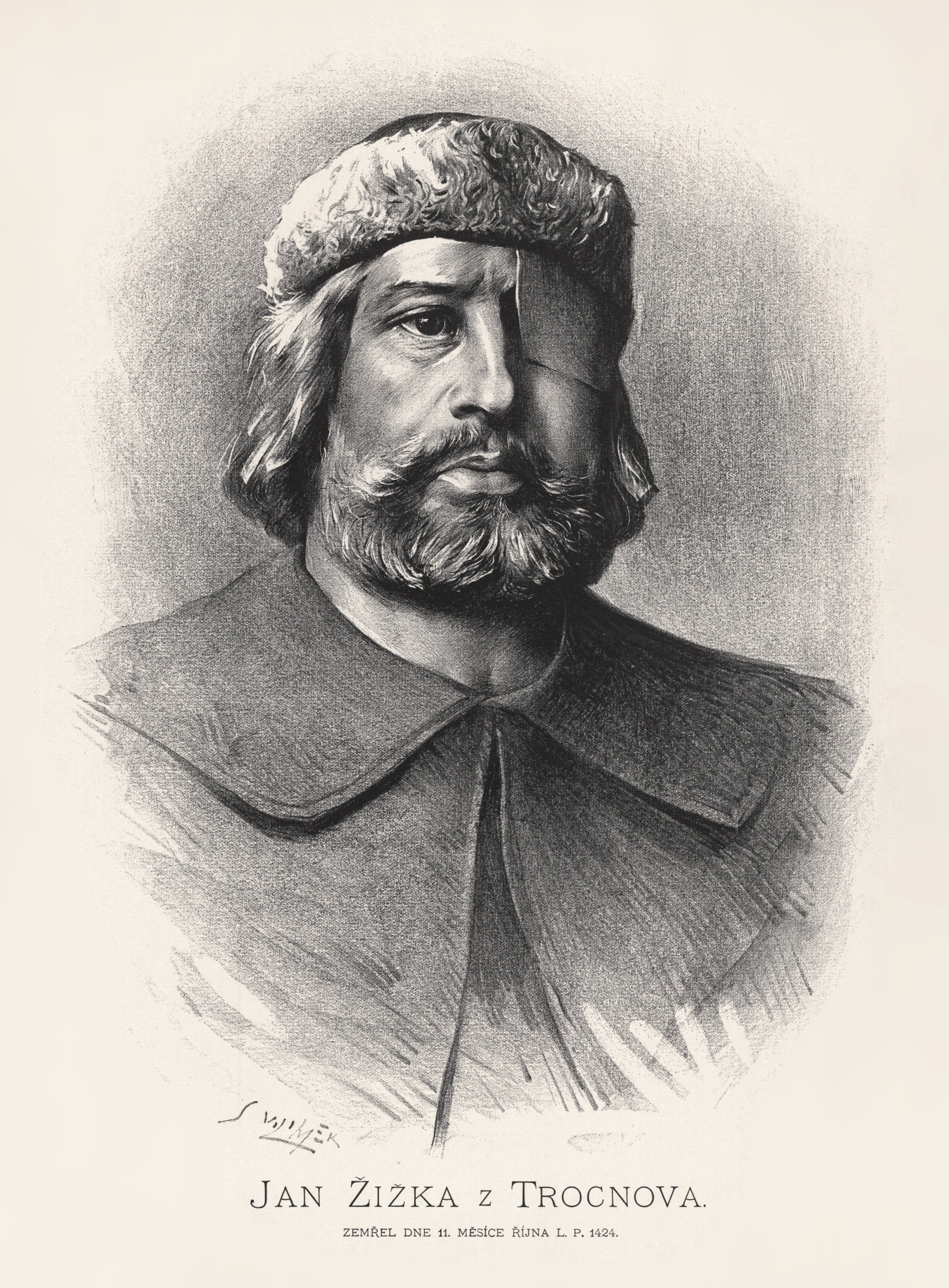
Jan Žižka.

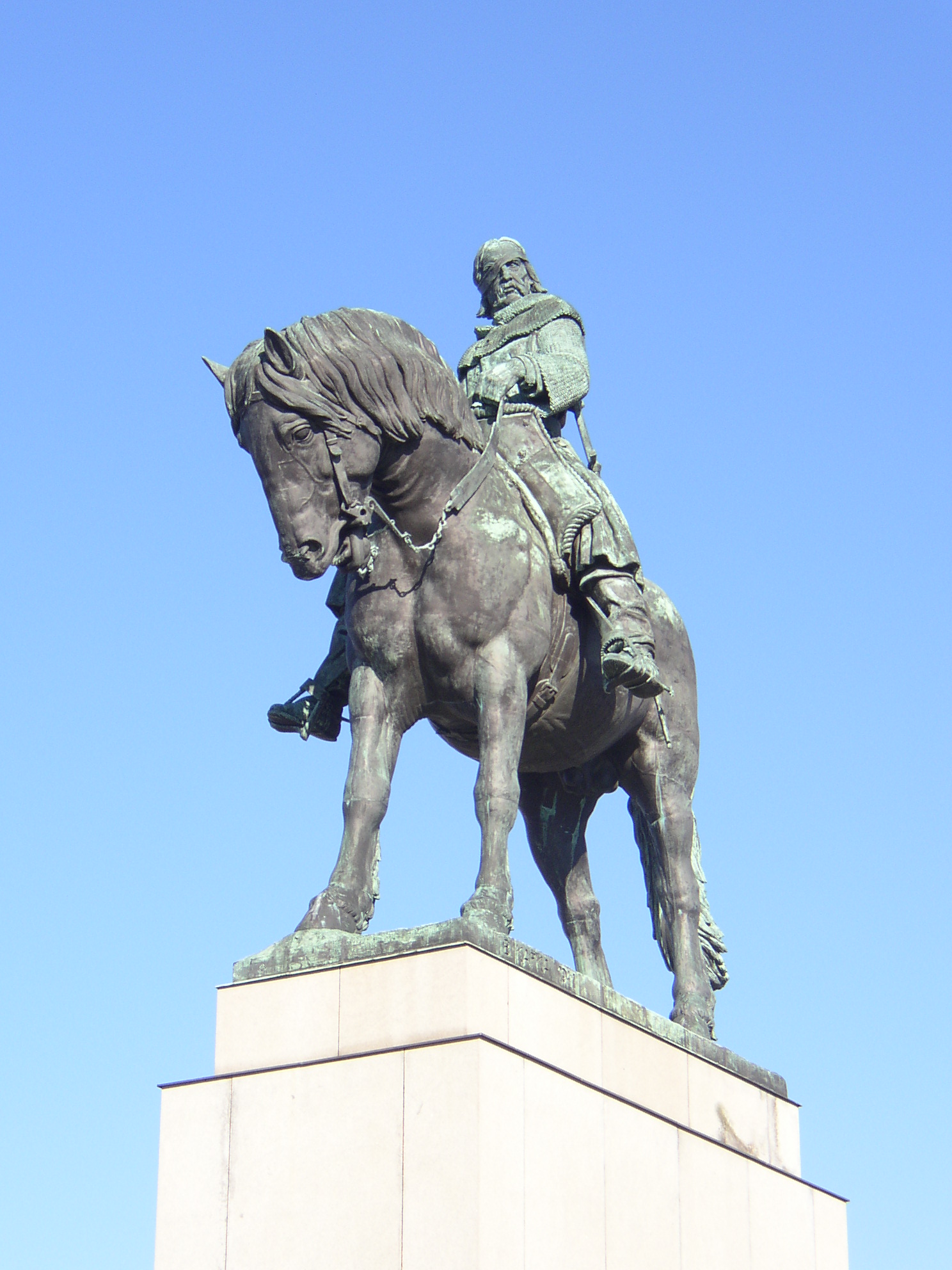
Statue équestre de Jan Žižka au mémorial national de Vítkov.

Jan Žižka est né vers 1360 dans le petit village de Trocnov (qui fait maintenant partie de Borovany), dans le royaume de Bohême, dans une famille noble et allemande de Prague. Il est surnommé Žižka « le borgne » (jedno oko), ayant probablement perdu un œil vers 10–12 ans. Dès sa jeunesse, il fut attaché à la cour royale et occupa le poste de chambellan auprès de la reine Sofia de Bavière.
En 1408, Žižka se déclara hostile à la famille noble des Rožmberk et à la ville royale de České Budějovice. Il fait partie de la compagnie en maraude d'un certain dirigeant, Matěj. L'année suivante, Venceslas IV de Bohême le gracie de ses crimes et il rejoint le service du souverain polonais Ladislas II Jagellon. Sous la direction de Jan Sokol de Lamberk, il participe à la campagne contre les chevaliers teutoniques. Néanmoins, sa participation à la bataille de Grunwald n'a toujours pas été établie de manière certaine par les historiens. Il est également supposé qu'après son retour de Pologne, il vécut à Prague, où il a probablement rencontré la prédication de Jan Hus.
À l'été de 1419, Žižka fut l'un des principaux participants de la première défenestration de Prague, mais l'insatisfaction suscitée par la politique fluctuante de l'hôtel de ville de Prague fut la raison pour laquelle il quitta la métropole et se rendit à Pilsen. Près de cette ville, il remporte sa première victoire connue mais après cinq mois de combats contre la noblesse catholique, il est contraint de quitter la ville pour rejoindre la nouvelle forteresse hussite sur le mont Tábor. La communauté municipale de Tábor l'élit bientôt en tant que l'un des quatre gouverneurs, probablement au poste de commandant militaire. Déjà borgne, Žižka est blessé au deuxième œil au cours des luttes qui suivent et devient probablement complètement aveugle (documenté par le siège du château de Rabí en juin 1421).
Lors de la bataille de Kutná Hora (1421), il défait l'armée du Saint Empire romain germanique et de la Hongrie. L'efficacité de l'artillerie de campagne contre la cavalerie royale lors de la bataille transforma l'artillerie de campagne en une partie intégrante des armées hussites.

### Le tacticien
Jan Žižka s’impose comme un innovateur au service des succès militaires hussites dans le cadre des croisades contre les hussites. Il est l’un des quatre capitaines du peuple. Ses soldats étant essentiellement des paysans devant affronter les chevaliers, il adapte leurs outils pour en faire des armes de guerre.
La tactique de Žižka était peu orthodoxe et novatrice. En plus d’entraîner et d’équiper son armée en fonction de ses capacités, il utilisait des chariots blindés armés de petits canons et d'arquebuses. Il maîtrisait également bien la géographie et la gestion de la discipline de ses troupes.
Il met au point la tactique du wagenburg (fort de chariots), pour contrer la cavalerie lourde. Le wagenburg utilise des chariots lourdement protégés, et comptant un équipage d’une vingtaine d’hommes : quatre à huit archers, deux arquebusiers, six à huit piquiers, deux cochers. Ces wagons forment le carré ou le cercle, qui abrite éventuellement la cavalerie.
Le wagenburg est une tactique défensive-offensive, utilisant l’obstacle mobile. Lorsque l’ennemi se présente, le cercle est fait. La cavalerie lourde se rue en général sur l’obstacle ; dès qu’elle est au contact, les archers et les arquebusiers sortent de leur abri et foudroient l'assaillant. Au cas où ils viendraient à manquer de munitions, des quartiers de roc sont stockés dans le chariot. Après avoir brisé la charge, et lorsque l’ennemi est démonté et démoralisé, les hommes armés de piques et d’épées sortent du retranchement et assaillent violemment les cavaliers. Éventuellement, la cavalerie restée à l’intérieur ou se dissimulant aux alentours, attaque également. L’ennemi est alors vaincu.
La tactique du wagenburg est utilisée lors de la bataille de Sudoměř, de laquelle Jan Žižka sort victorieux. Elle sera réutilisée par les Allemands à la bataille de Tachov (en), sans succès, faute d'entraînement.
Il a donné son nom au quartier praguois de Žižkov.
Au tournant de 1916 et 1917, le 3e régiment de tir émergent des Légions tchécoslovaques en Russie a été nommé « Régiment de Jan Žižka de Trocnov».

## Dans la culture
- Jan Žižka est le protagoniste de la campagne de Bohême d'Age of Empires II: DE.
- Il est le personnage principal du film Medieval (2022) - L'empire au Québec, réalisé par Petr Jákl où il est interprété par Ben Foster.
- Il est au centre du récit Jean Ziska: épisode de la guerre des Hussites de l’écrivaine George Sand, qui le cite aussi dans son roman Consuelo.
- Il apparaît également comme l'un des principaux protagonistes de deux des trois "contes" composant la BD Le Jardin Armée et autres histoires, ledit Jardin Armée et Le Tambour Amoureux, illustrés par l'auteur de bande dessinée français David B.[7]
- Il apparaît dans Kingdom Come: Deliverance II (2025) en tant que compagnon.